# جورجو موراندی
جورجو موراندی (به ایتالیایی: Giorgio Morandi) ‏ (۱۸۹۰–۱۹۶۴) نقاش ایتالیایی بود که نقاشی‌هایش از طبیعت بی‌جان مشهور است.

## زندگی
موراندی در ۲۰ ژوئن ۱۸۹۰ در بولونیا در ایتالیا به دنیا آمد. تحصیلاتش را از سال ۱۹۰۷ در آکادمی هنرهای زیبای فلورانس آغاز کرد. نقاشی‌های ابتدایی او نشانه‌هایی از کارهای پل سزان و سبک کوبیسم داشت. در سال ۱۹۱۴ گرایش مختصری به سبک فوتوریسم پیدا کرد. در همان سال معلم نقاشی دبستانی در بولونیا شد و تا سال ۱۹۲۹ در این شغل باقی ماند.
در سال ۱۹۱۵ به ارتش پیوست اما به خاطر از کارافتادگی مرخص شد. طی سال‌های جنگ جهانی دوم عناصر ترکیب بندی نقاشی‌های او از طبیعت بی جان ساده‌تر و فرم آن‌ها خالص تر شد که نشان دهندهٔ علاقه او به پل سزان و Douanier Rousseau است.
از سال ۱۹۳۰ تا ۱۹۵۶ در آکادمی هنرهای زیبای فلورانس سیاه قلم تدریس می‌کرد.
در سال ۱۹۴۸ جایزه اول نقاشی بی ینال ونیز را گرفت. اولین بار در سال ۱۹۵۶به پاریس رفت و در سال ۱۹۵۷ جایزه بزرگ بی ینال سائو پائلو را گرفت.
موزه‌ای ویژه نمایش آثار موراندی و آتلیه بازسازی شده او، در بولونیا است.

## سبک نقاشی

"طبیعت بی جان"

جورجو موراندی نقاش ایتالیایی برای آن که با جدیت تمام به مسائل اصلی هنر خودش بپردازد، هر پیوندی را با جنبش‌های مد روز گسیخت. او دوست داشت اشیای ساده‌ای مانند گلدان‌ها و ظروفی را که در آتلیه اش داشت، نقاشی یا حکاکی کند و آن‌ها را از زوایای گوناگون و در نورهای مختلف بازنمایاند. او این کار را با چنان دقت و حساسیتی می‌کرد که آهسته آهسته ولی مطمئن، حس احترام همکاران هنرمند، منتقدان و هنردوستان را به خاطر کمال جویی مخلصانه اش جلب کرد.
دلیلی ندارد فکر کنیم موراندی تنها هنرمند این قرن بوده که بی اعتنا به «ایسم» هایی که با سرو صداهایی در پی جلب توجه بوده‌اند، خود را وقف مسائل طرح شده خودش کرده است؛ ولی چندان هم جای تعجب نیست که بعضی هنرمندان معاصر ما دچار این وسوسه شده باشند که از یک مد تازه پیروی کنند، یا به بیان بهتر، آن را به راه اندازند.
موراندی یکی از مؤثرترین عکاسان ایتالیایی زمان خود بود. فدریکو فلینی در فیلم زندگی شیرین با نشان دادن نقاشی‌های او به وی ادای احترام کرده است.
موراندی در ۱۸ ژوئن ۱۹۶۴ در بولونیای ایتالیا درگذشت.